# Ausztrál dollár
Az ausztrál dollár Ausztrália, Kiribati, Nauru és Tuvalu hivatalos pénzneme 1966. február 14. óta.
1996 óta a bankjegyek egy új technológiával, műanyagból készülnek.
2007-ben a hatodik legnagyobb forgalmat lebonyolító pénznem volt a nemzetközi devizapiacon.

## Érmék
Az ausztrál érmék előoldalán, legyen szó akár forgalmi, emlék, vagy nemesfém befektetőérmékről, a brit hagyományoknak megfelelően egységesen II. Erzsébet királynő portréja szerepel. Ausztrália 1966-ban bevezetett érmesora 1, 2, 5, 10, 20 és 50 centes címletekből állt. Az 1 és 2 centes bronzból, az 5, 10 és 20 centes réznikkel ötvözetből, az 50 centes pedig 80 % ezüst és 20 % nikkel ötvözetéből készült. Az érmék hátoldali motívumait Stuart Leslie Devlin (1931-2018) későbbi királyi ékszerész tervezte. Az 1 - 20 centeseken jellegzetes ausztrál állatok, az 50 centesen az ország címere szerepelnek. Az érmék előoldalára egységesen II. Erzsébet Arnold Machin (1911-1999) alkotta portréja került. 1969-ben az 50 centes anyagát szintén réznikkelre cserélték, alakja kerekből tizenkétszögletűre változott. Az 1 és 2 dolláros bankjegyek cseréjével 1984-ben, illetve 1988-ban hozták forgalomba az 1 és a 2 dolláros érméket. Az érmék előoldalán 1985-től Raphael David Maklouf, majd 1999-től Ian Rank-Broadley tervezte II. Erzsébet portrék láthatóak. 2018. szeptember 3-án Ausztrália főkormányzója, Sir Peter Cosgrove bemutatta a 2019-től forgalomba kerülő érméken szereplő új II. Erzsébet képmást, amely ellentétben az eddigi gyakorlattal, amikor a brit érméken szereplő portrékat használták, teljesen egyedi, a brit Jody Clark tervezte ausztrál típus lesz. Nagy mennyiségben készülnek 20, 50 centes, 1 és 2 dolláros emlékérmék, valamint nemesfém, arany és ezüst befektetőérmék is.
| Érték    | tulajdonságok | tulajdonságok | tulajdonságok | tulajdonságok                  | leírás  | leírás                     | leírás                                        | kibocsátás dátuma | megjegyzés |
| Érték    | átmérő        | vastagság     | súly          | anyag                          | szegély | előlap                     | hátlap                                        | kibocsátás dátuma | megjegyzés |
| -------- | ------------- | ------------- | ------------- | ------------------------------ | ------- | -------------------------- | --------------------------------------------- | ----------------- | ---------- |
| 1 cent   | 17,53 mm      |               | 2,59 g        | 97% réz 2,5% cink 0,5% ón      |         | II. Erzsébet brit királynő | Feathertail Glider                            | 1966              | kivonva    |
| 2 cent   | 21,59 mm      |               | 5,18 g        | 97% réz 2,5% cink 0,5% ón      |         | II. Erzsébet brit királynő | Galléros gyík                                 | 1966              | kivonva    |
| 5 cent   | 19,41 mm      | <1,3 mm       | 2,83 g        | kupronikkel                    | recés   | II. Erzsébet brit királynő | rövidcsőrű hangyászsün angolul:Echidna        | 1966              |            |
| 10 cent  | 23,6 mm       | <2 mm         | 5,65 g        | kupronikkel                    | recés   | II. Erzsébet brit királynő | pompás lantfarkúmadár angolul:Superb Lyrebird | 1966              |            |
| 20 cent  | 28,52 mm      | <2,5 mm       | 11,3 g        | kupronikkel                    | recés   | II. Erzsébet brit királynő | kacsacsőrű emlős angolul:Platypus             | 1966              |            |
| 50 cent  | 32 mm         | 3 mm          | 15,55 g       | kupronikkel                    | sima    | II. Erzsébet brit királynő | Ausztrália címere                             | 1969              |            |
| 1 dollár | 25 mm         | <3 mm         | 9 g           | 92% réz 6% alumínium 2% nikkel | recés   | II. Erzsébet brit királynő | 5 kenguru                                     | 1984              |            |
| 2 dollár | 20,5 mm       | <3,2 mm       | 6,6 g         | 92% réz 6% alumínium 2% nikkel | recés   | II. Erzsébet brit királynő | Idős ausztrál őslakos                         | 1988              |            |

## Bankjegyek

### Az első ausztrál dollár bankjegyszéria
1966. február 14-én Ausztrália új valutát vezetett be az addigi ausztrál font helyett, az ausztrál dollárt. A bonyolult, brit birodalmi eredetű font-pénzrendszert ( 1 pound = 4 crown = 10 florin = 20 shilling = 240 penny ) a decimalizáció során a 100 centet érő dollár váltotta fel. Egy font két új dollárt ért. Ausztrália rekord ideig hivatalban lévő 12. miniszterelnöke, a konzervatív Sir Robert Gordon Menzies (1894. december 20. – 1978. május 15.) és Harold Holt pénzügyminiszter, később miniszterelnök eredetileg a "royal", azaz a "királyi" nevet szerette volna az új valutának, de a közvélemény inkább a dollár elnevezést támogatta. Több alternatív bankjegyszéria tervezet is készült. Első körben 1, 2, 10 és 20 dolláros címleteket bocsátottak ki, az egy dolláros II. Erzsébet királynőt, mint az ország uralkodóját ábrázolta az előoldalon Ausztrália címerével, a hátoldalon David Malangi (1927-1999) bennszülött stílusú rajzai kaptak helyet. Ettől eltérően a 2, az 1967-től bevezetett 5, a 10, a 20, az infláció miatt 1973-tól bevezetett 50 és az 1984-től forgalomba került 100 dolláros bankjegyek elő és hátoldalára is egy-egy jelentős, ausztrál, vagy Ausztráliához köthető brit személyiség portréja került. Az 1-50 dolláros címleteket egyaránt Gordon Andrews tervezte. Biztonságtechnikai szempontból megjelenésükkor korszerűnek számítottak, vízjelként egységesen James Cook (Yorkshire, Marton, 1728. október 27. – Hawaii, 1779. február 14.) brit felfedező képmását alkalmazták, fémszállal is el voltak látva, metszetmélynyomtatással (intaglio technika) készültek többszínű, offszet alapnyomaton. 1974 -ig a "Commonwealth of Australia" és a "Legal Tender throughout the Commonwealth of Australia and the territories of the Commonwealth" feliratok szerepeltek a bankókon, ekkortól viszont az "Australia" és a máig használatos "This Australian Note is legal tender throughout Australia and its territories" szöveg került rájuk.
| érték      | tulajdonságok | szín             | leírás                     | leírás               | kibocsátás |
| érték      | tulajdonságok | szín             | előlap                     | hátlap               | kibocsátás |
| ---------- | ------------- | ---------------- | -------------------------- | -------------------- | ---------- |
| 1 dollár   | 140 × 70 mm   | barna és narancs | II. Erzsébet brit királynő | David Malangi rajzai | 1966       |
| 2 dollár   | 152 × 76 mm   | zöld és sárga    | John Macarthur             | William Farrer       | 1966       |
| 5 dollár   | 152 × 76 mm   | májva            | Joseph Banks               | Caroline Chisholm    | 1967       |
| 10 dollár  | 155 × 76 mm   | kék és narancs   | Francis Greenway           | Henry Lawson         | 1966       |
| 20 dollár  | 160 × 81 mm   | vörös és sárga   | Charles Kingsford Smith    | Lawrence Hargrave    | 1966       |
| 50 dollár  | 165 × 82 mm   | zöld, barna, kék | Howard Florey              | Ian Clunies Ross     | 1973       |
| 100 dollár | 172 × 82,5 mm | kék és zöld      | Douglas Mawson             | John Tebbutt         | 1984       |

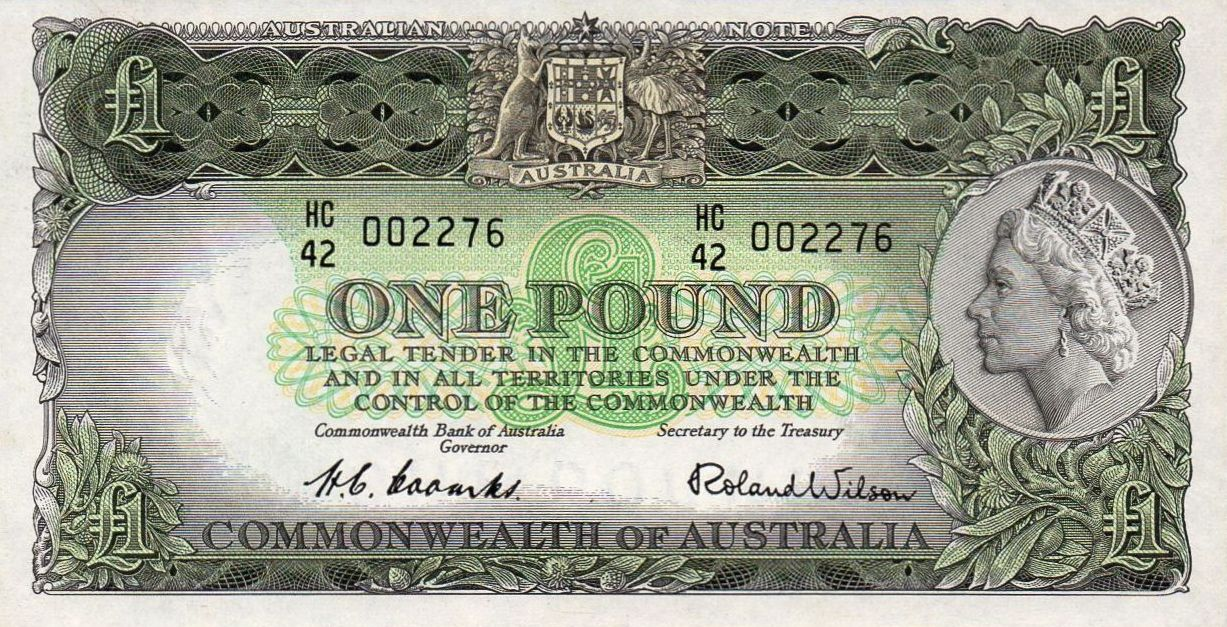
Az utolsó ausztrál 1 fontos bankjegy II. Erzsébet királynő portréjával, melyet 1954 és 1965 között bocsátottak ki. Mérete 155 x 81 mm.
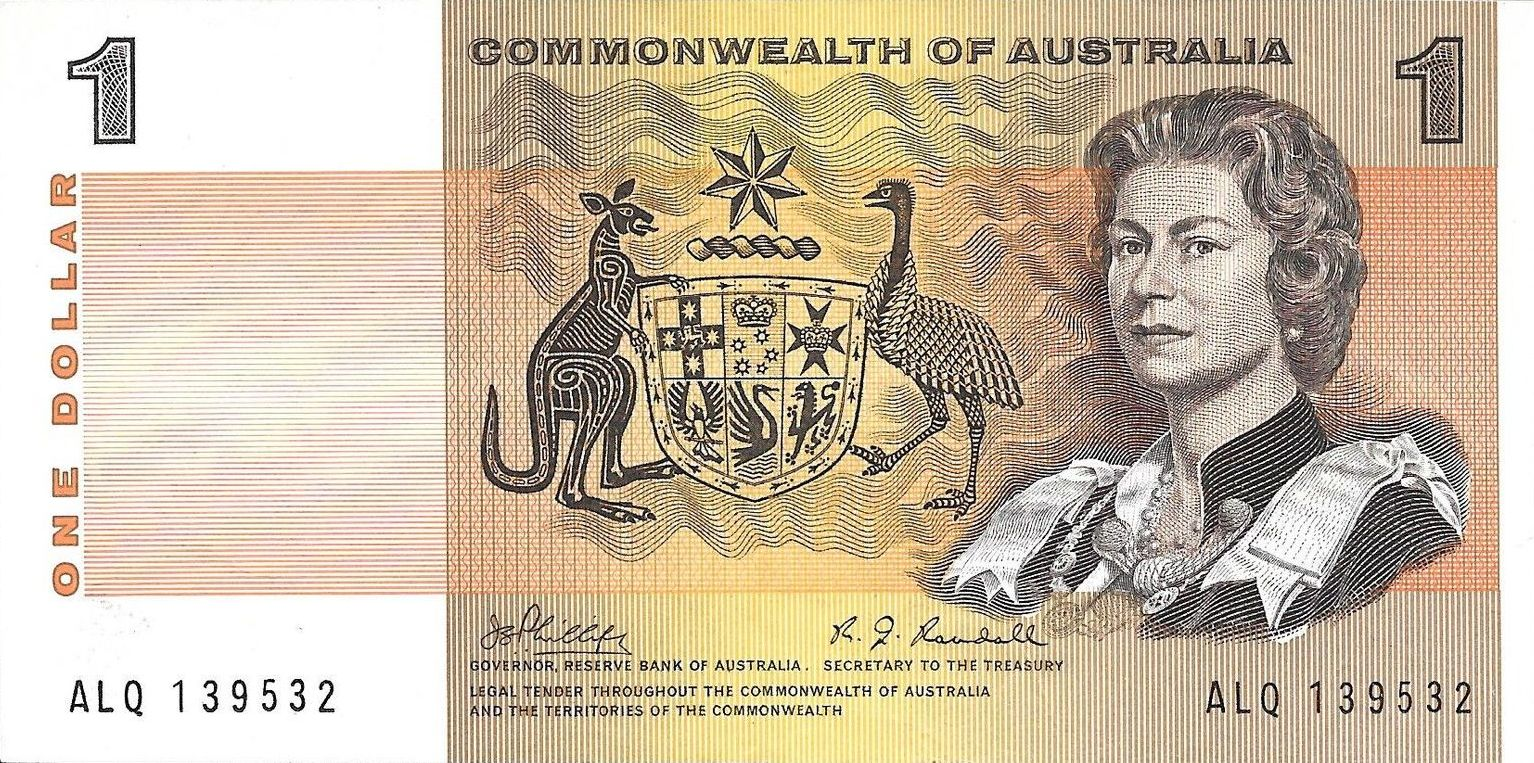
Az ausztrál 1 dolláros bankjegy előoldala II. Erzsébet királynő Douglas Glass (1901-1978) fotója alapján készült portréjával és Ausztrália címerével. A típust 1966 és 1984 között bocsátották ki, valós mérete 140 x 70 mm.
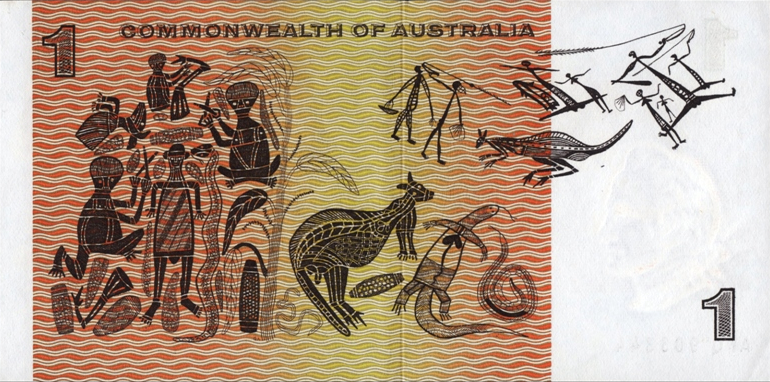
Az ausztrál 1 dolláros bankjegy hátoldala, David Malangi rajzaival.
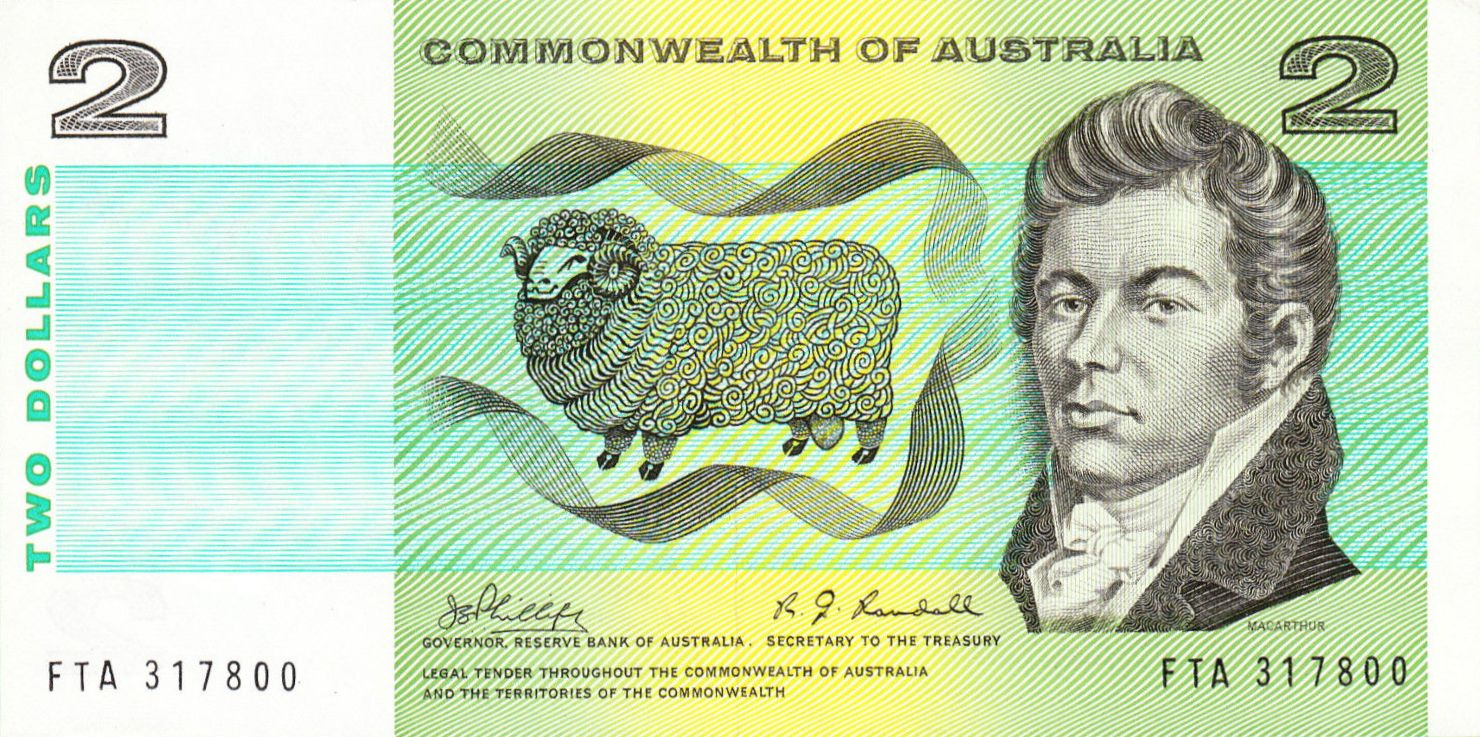
Az ausztrál 2 dolláros bankjegy előoldala John Macarthur (1767-1834) portréjával és egy merinó kos ábrázolásával. A típust 1966 és 1988 között bocsátották ki. Mérete 145 x 73 mm.
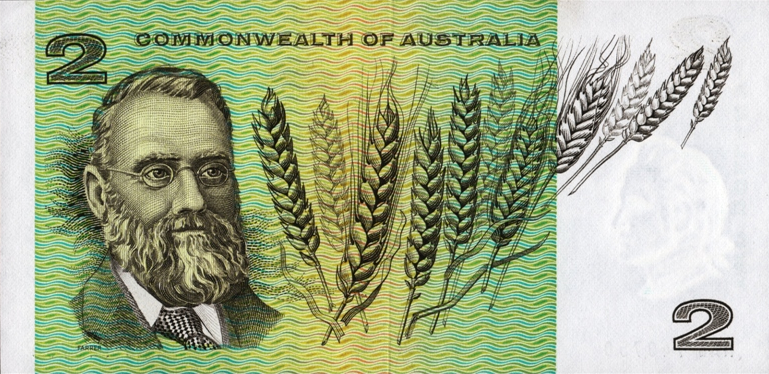
Az ausztrál 2 dolláros bankjegy hátoldala, William Farrer portréjával.
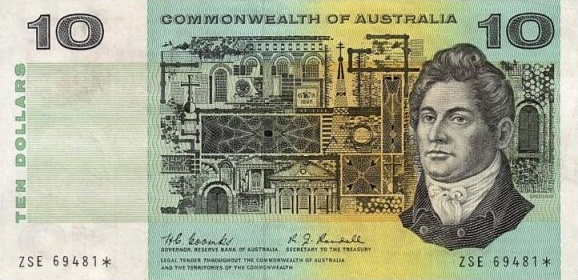
Az ausztrál 10 dolláros előoldala Francis Howard Greenway (1777 – 1837) portréjával és az általa tervezett épületek ábrázolásával. A típus 1966 és 1993 között bocsátották ki. Mérete: 150 x 77,5 mm.
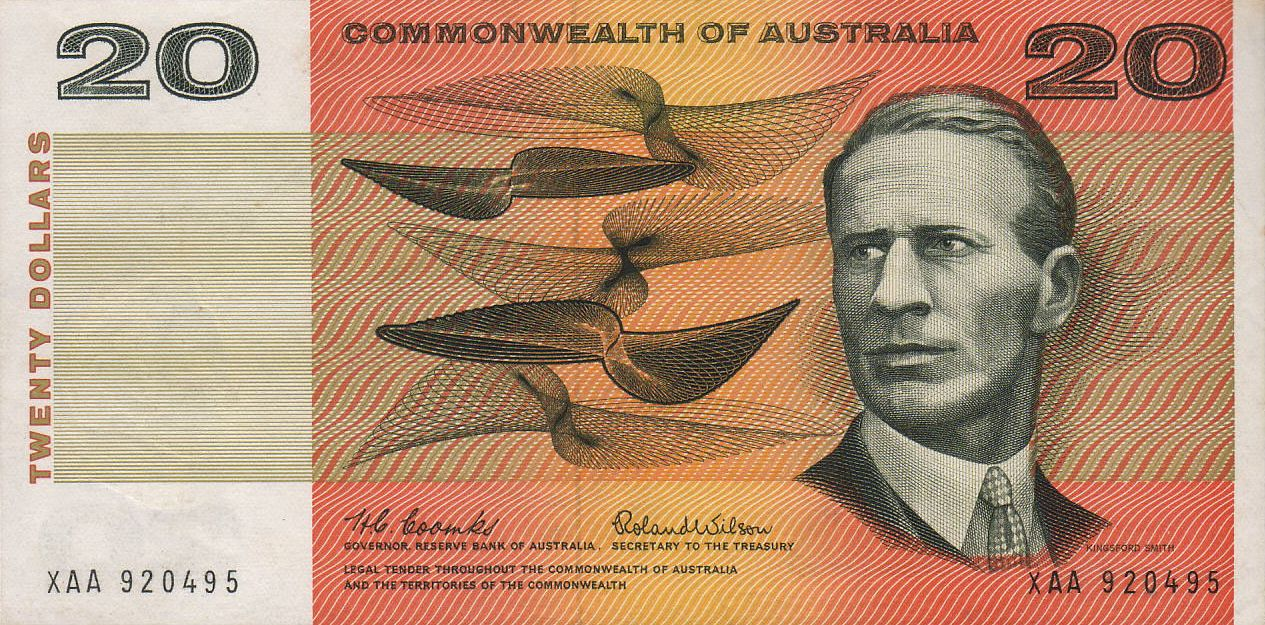
Ausztrál 20 dolláros bankjegy előoldala Sir Charles Edward Kingsford Smith (1897-1935), a neves óceánrepülő pilóta portréjával. Smith-t 1932-ben V. György király lovaggá ütötte. A típust 1966 és 1993 között bocsátották ki. Mérete 160 x 81 mm.
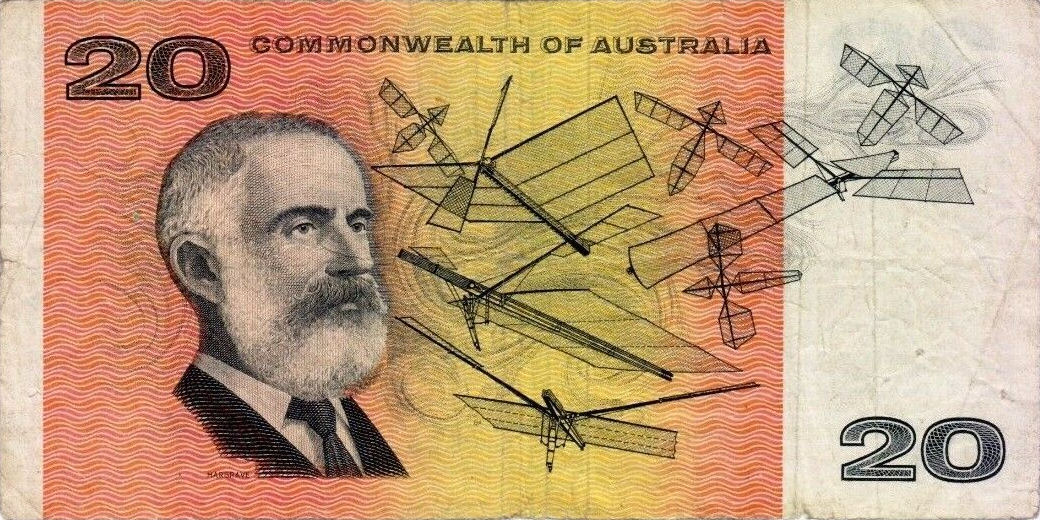
Ausztrál 20 dolláros bankjegy hátoldala Lawrence Hargrave portréjával, 1966-1974 közötti változat, "COMMONWEALTH OF AUSTRALIA" felirattal.
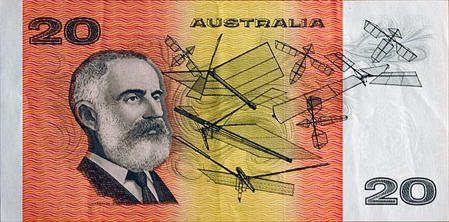
Ausztrál 20 dolláros bankjegy hátoldala, 1974-1994 közötti változat "AUSTRALIA" felirattal.

### Az 1988-as ausztrál bicentenáriumi emlék polimer 10 dolláros
1966-ban, röviddel az ausztrál dollár bankjegyek bevezetése után egy bűnbanda közel 80 000 darab hamis 10 dolláros címletet hozott forgalomba. Bár e hamisítványok gyenge minőségűeknek bizonyultak, a lakosság körében mégis komoly bizalomvesztést okoztak. Ezért az ausztrál jegybank, a Reserve Bank of Australia kormányzója, Herbert Cole Coombs (1906-1997) 1968-ban az ausztrál nemzeti tudományos szervezethez, a CSIRO-hoz (Commonwealth Scientific and Industrial Research Organisation) fordult segítségért. A feladat a világ legbiztonságosabb bankjegyének megtervezése volt. 1972-re eldőlt, hogy alapanyagként polimert fognak használni a hagyományos papír helyett. A CSIRO végül húsz évig tartó intenzív munkával 1988-ra fejlesztette ki a bankjegynyomtatásra valóban alkalmas műanyagot.  1988-ban az első brit telepesek Ausztráliába érkezésének kétszázadik évfordulója kiváló alkalmat szolgáltatott az első polimer, Cook-kapitányt ábrázoló hologrammal (OVD) ellátott  10 dolláros emlékbankjegy kibocsátásra. A mérete a papír címlettel megegyezően 155 X 76 mm volt. Előoldalán a "Supply" vitorláshajó és telepesek sora látható, akik a 18. századtól a 20. századig jelképezik az Ausztráliába érkezett brit, egyéb európai és ázsiai bevándorlókat. A hátoldalra bennszülött aboriginal ifjú és sziklarajz képe került.  Az új, a hagyományos papírnál strapabíróbb anyag olyannyira elnyerte az ausztrál jegybank tetszését, hogy úgy döntöttek, a következő forgalmi címletsor valamennyi bankjegyét ebből készítik.

### A polimer alapú bankjegycsalád
Elsőként 1992. július 7-én az új, Bruce Stewart tervezte 5 dolláros debütált. Az ausztrál dollár hagyományainak megfelelően a legkisebb, így leggyakrabban forgó, vagyis kvázi legelőkelőbb címletre az ország, mint nemzetközösségi monarchia uralkodója, II. Erzsébet királynő képmása került. Maga a portré John Lawrence 1984-es fényképe alapján készült, melynek ausztrál bankjegyen való felhasználására 1988-ban adta engedélyét az uralkodó. 1992 és 1995. április 24. között az 5 dolláros alapszíne lilás szürke és okker árnyalatú volt, mivel ez rossz fényviszonyok között, félhomályban könnyen összetéveszthető a kék színű, 1993-tól kibocsátott műanyag 10 dollárossal, ezért alapszínét 1995-től sötét ibolyára és narancssárgásra változtatták. Egyéb, kisebb változtatások is történtek a dizájnon, hogy az 5 dolláros jobban illeszkedjen stílusában az új címletsor többi bankjegyéhez. A többi címlet elő és hátoldalára egy-egy jelentős ausztrál személyiség, egy-egy nő és férfi portréja került.
A polimer széria biztonsági elemei a bankjegyek különleges polimer anyagán kívül a hagyományos metszetmélynyomtatás, vagy intaglio technika, a többszínű offszet alapnyomat, a mikroírás, a hétágú csillagos illeszkedő jelzés, a vízjelet helyettesítő árnyalatos kép, mely Ausztrália címerét ábrázolja, ez csak a 10 dollárosból hiányzik, illetve a 2001-es emlék 5 dollárosnál Henry Parkes portréja helyettesíti, az UV fényben fluoreszkáló elemek és az átlátszó "ablak". Az 1988-as emlék 10 dollároson látható hologram könnyen lekopott a bankó felületéről, ezért ennél a szériánál inkább nem alkalmazták.

### A 2001-es emlék 5 dolláros bankjegy
2001-ben Ausztrália megalakulásának századik évfordulóján egy 5 dolláros alkalmi emlékbankjegy került kibocsátásra. Előoldalán sir Henry Parkes (1815-1896) Új-Dél-Wales -i miniszterelnöknek, az ausztrál föderáció atyjának portréja és az ausztrál szövetségi parlament első üléséneknek a  walesi herceg, a későbbi V. György király általi ünnepélyes megnyitása látható. A hátoldalra Catherine Helen Spence (1825-1910) szüfrazsett, politikai aktivista, tanárnő és újságíró képmása került. Ez az emlékbankjegy a napi készpénzforgalomban csak ritkábban fordult elő, 2015-re onnan gyakorlatilag teljesen kikopott. 2002-től ismét a II. Erzsébetes 5 dollárosokat bocsátják ki.
| Névérték                 | Méret          | Szín       | Leírás                     | Leírás                                   | Leírás                   | Dátumok             | Dátumok     |
| Névérték                 | Méret          | Szín       | Előlap                     | Hátlap                                   | "ablak"                  | Kibocsátás          | Visszavonás |
| ------------------------ | -------------- | ---------- | -------------------------- | ---------------------------------------- | ------------------------ | ------------------- | ----------- |
| 5 dollár                 | 130 mm × 65 mm | fakó májva | II. Erzsébet brit királynő | a mostani és a hajdani parlament épülete | Eukaliptusz levél        | 1992. július 7.     | forgalomban |
| 5 dollár (újraszínezett) | 130 mm × 65 mm | ibolya     | II. Erzsébet brit királynő | a mostani és a hajdani parlament épülete | Eukaliptusz levél        | 1995. április 24.   | forgalomban |
| 5 dollár emlékkiadás     | 130 mm × 65 mm | ibolya     | Henry Parkes               | Catherine Helen Spence                   | Levél alakú ablak        | 2001. január 1.     | forgalomban |
| 5 dollár (újratervezett) | 130 mm × 65 mm | ibolya     | II. Erzsébet brit királynő | a mostani és a hajdani parlament épülete | Levél alakú ablak        | 2016. szeptember 1. | forgalomban |
| 10 dollár                | 137 mm × 65 mm | kék        | Banjo Paterson             | Mary Gilmore                             | szélmalom                | 1993. november 1.   | forgalomban |
| 20 dollár                | 144 mm × 65 mm | vörös      | Mary Reibey                | John Flynn                               | Iránytű                  | 1994. október 31.   | forgalomban |
| 50 dollár                | 151 mm × 65 mm | sárga      | David Unaipon              | Edith Cowan                              | Dél Keresztje csillagkép | 1995. október 4.    | forgalomban |
| 100 dollár               | 158 mm × 65 mm | zöld       | Nellie Melba               | John Monash                              | Pompás lantfarkúmadár    | 1996. május 15.     | forgalomban |

### 2016-os sorozat
2012-ben nyilvánosságra került, hogy a Reserve Bank of Australia néhány éven belül egy újabb, szintén polimer anyagú széria kibocsátását tervezi. 2010-ben eldőlt, hogy Garry Emery tervváltozatát, melyet be is mutattak,  tekintik alapnak a címletsor dizájnjához. A tematika változatlan maradt, a királynő és a már ez előző szérián is látható híres ausztrálok portréival. A jegybank játszott a gondolattal, hogy II. Erzsébetet az 5 dollároson Henry Parkes és Catherine Helen Spence váltsa, akik már a 2001-es emlékbankjegyen is szerepeltek, de végül  ettől az elképzeléstől elálltak, s hivatalosan bejelentették, hogy marad az uralkodói képmás az új címleten. A II. Erzsébetes 5 dolláros tervezete az egyedüli a sorozatból, amit csak a többinél évekkel később, 2016 áprilisában ismertettek. Garry Emery tervei végül csupán alapot képeztek az új szériához.
A Reserve Bank of Austraia 2016. február 11-én bejelentette, hogy 2016. szeptember elsején forgalomba kerül az új típusú 5 dolláros, a tervezett széria első bankjegyeként. Az előoldalon változatlanul II. Erzsébet királynő portréja lesz látható. 2016. április 12-én be is mutatták az új bankjegy tervét, amitől csak kis mértékben tér majd el a tényleges forgalmi címlet. A képek alapján megállapítható, hogy hologrammal és valószínűleg SPARK® ábrával is el lesznek látva.
2016. szeptember 1. napján forgalomba helyezték az új 5 dolláros bankjegyet, mely a metszetmélynyomtatás és az UV-fényben fluoreszkáló elemek mellett hologrammal, valamint SPARK® ábrával is el lett látva biztonsági elemként. A címletet az International Bank Note Society a kitüntető 2016-os év bankjegye címre jelölte.
2016 októberében az újságok arról cikkeztek, hogy az automaták többsége nem fogadja el a bankjegyeket, mert azokat szakadtnak ítélik meg az átlátszó részeknél.
2017. szeptember 20-án az új 10 dolláros, majd 2018 októberében az új 50 dolláros bankjegy is forgalomba került.
2019 októberében bocsátják ki az új 20 dolláros bankjegyet.
| Névérték  | Méret       | Szín   | Leírás                | Leírás                          | Leírás         | Dátumok              | Dátumok     |
| Névérték  | Méret       | Szín   | Előlap                | Hátlap                          | "ablak"        | Kibocsátás           | Visszavonás |
| --------- | ----------- | ------ | --------------------- | ------------------------------- | -------------- | -------------------- | ----------- |
| 5 dollár  | 130 x 65 mm | ibolya | II. Erzsébet királynő | A parlament épülete Canberrában | hétágú csillag | 2016. szeptember 1.  | forgalomban |
| 10 dollár | 137 × 65 mm | kék    | Banjo Paterson        | Dame Mary Gilmore               |                | 2017. szeptember 20. | forgalomban |
| 20 dollár |             |        | Mary Reibey           | Reverend John Flynn             |                | 2019 október         | forgalomban |
| 50 dollár | 151 × 65 mm | sárga  | David Unaipon         | Edith Cowan                     | könyv          | 2018 október 18.     | forgalomban |

## Történelmi árfolyamok
Az alábbi táblázatban néhány történelmi árfolyam van, amelyben 1 dollár értéke van megadva forintban.
| dátum             | árfolyam (Ft)           |
| ----------------- | ----------------------- |
| 1966. február 14. | 013,15 (legalacsonyabb) |
| 1969. október 27. | 033,60                  |
| 1975. január 1.   | 028,75                  |
| 1980. január 1.   | 037,59                  |
| 1985. január 3.   | 041,96                  |
| 1990. január 1.   | 049,48                  |
| 1994. január 2.   | 068,96                  |
| 1998. január 5.   | 132,55                  |
| 2002. január 2.   | 139,26                  |
| 2006. január 2.   | 156,46                  |
| 2010. január 4.   | 169,54                  |
| 2012. január 5.   | 256,86 (legmagasabb)    |
| 2014. január 2.   | 192,86                  |